# Frontera entre Italia y Suiza
La frontera entre Italia y Suiza es la frontera internacional entre Italia, estado miembro de la Unión Europea y del espacio Schengen, y Suiza, que no forma parte de la Unión Europea pero sí de la zona Schengen. Separa las regiones italianas del Valle de Aosta, Piamonte (provincias de Verbano-Cusio-Ossola y Vercelli), Lombardía (provincias de Varese, Como y Sondrio) y Trento-Alto Adigio (Tirol del Sur) de los cantones suizos de Valais, Tesino y Grisones.

## Trazado

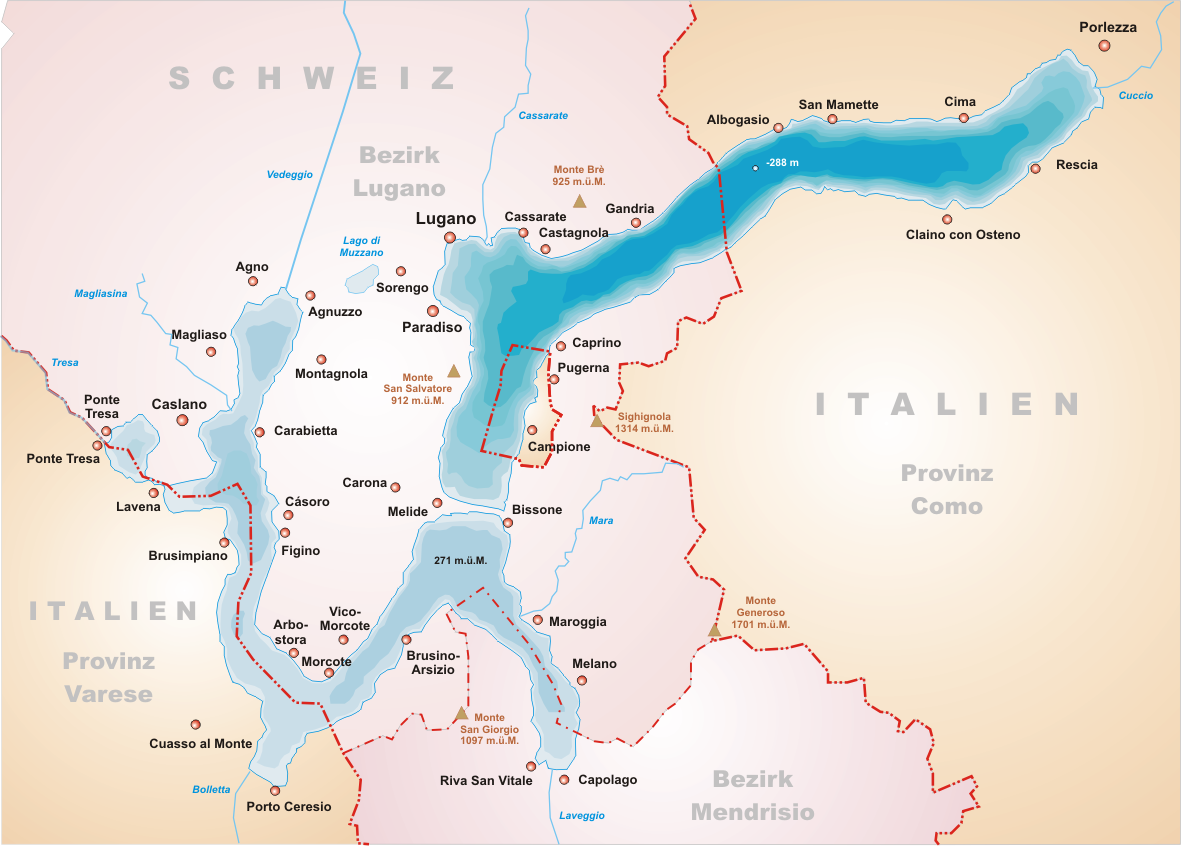
Mapa del lago de Lugano mostrando la frontera y el enclave de Campione d'Italia.

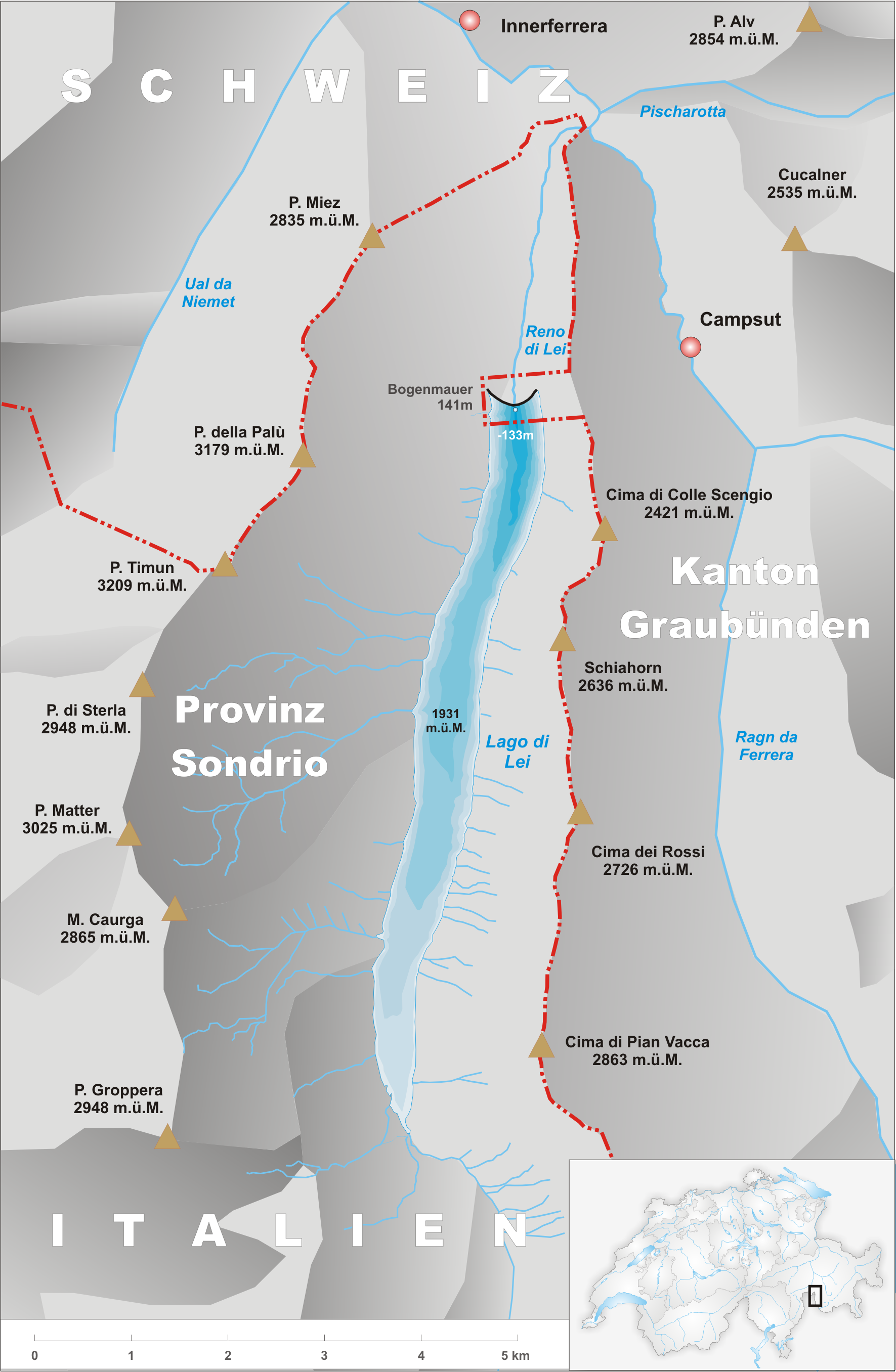
Frontera entre Italia y Suiza en el valle del Lei.

La frontera entre los dos países se compone de dos secciones diferentes:
- La sección principal es una frontera internacional estándar y corre en dirección oeste/este por 698 km. Empieza hasta la cresta occidental de mont Dolent (3 820 m de altitud), al trifinio formado con las fronteras franco-italiana y franco-suiza. Finaliza en un segundo trifinio formato por las fronteras austro-italiana y austro-suiza.
- La segunda sección incluye el enclave italiano de Campione d'Italia, completamente rodeado por el cantón suizo de Ticino, en la margen oriental del lago de Lugano. Su frontera oriental se encuentra alejada de la frontera estándar por 1 km.

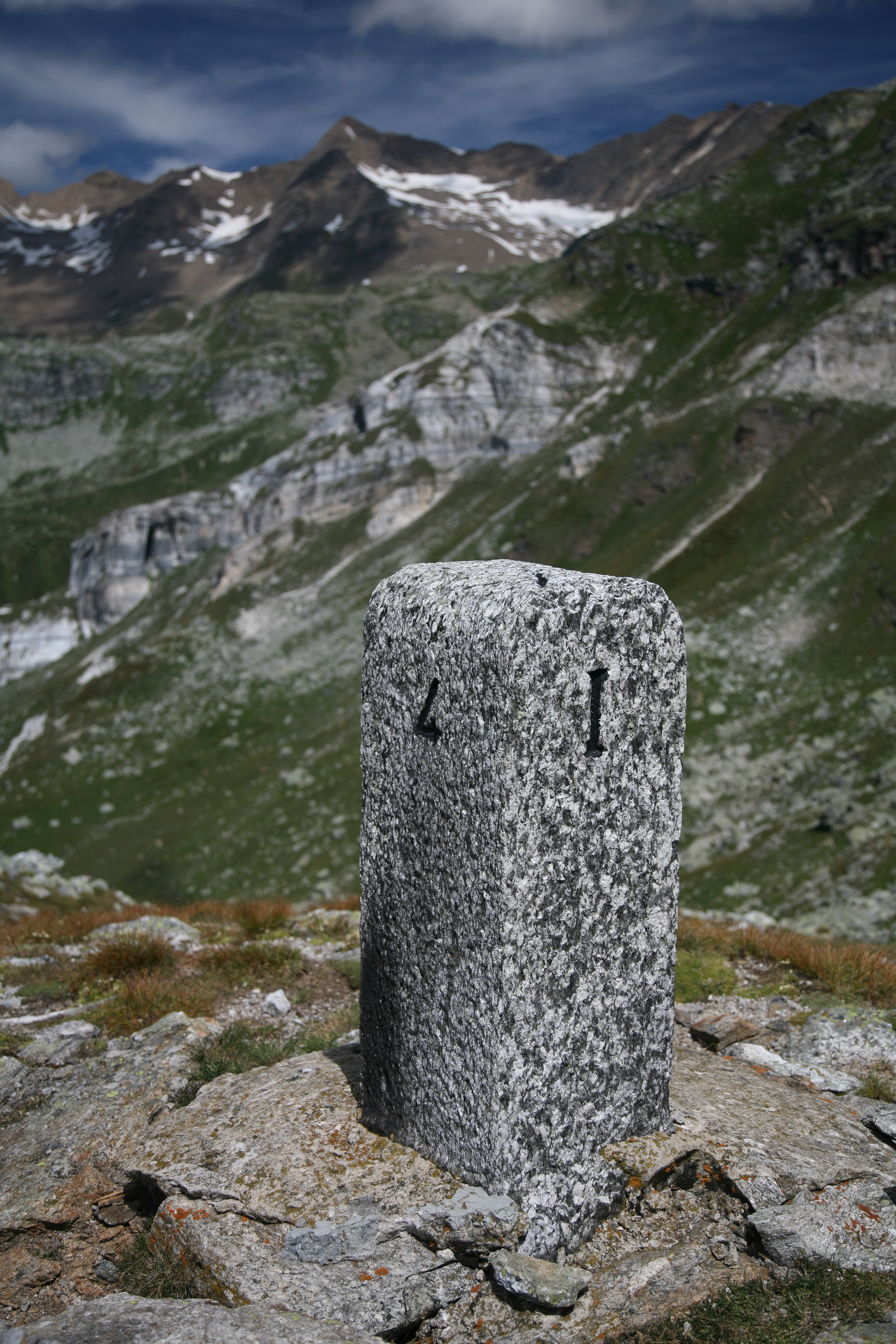
Hito fronterizo entre Suiza e Italia en el puerto de Albrun.

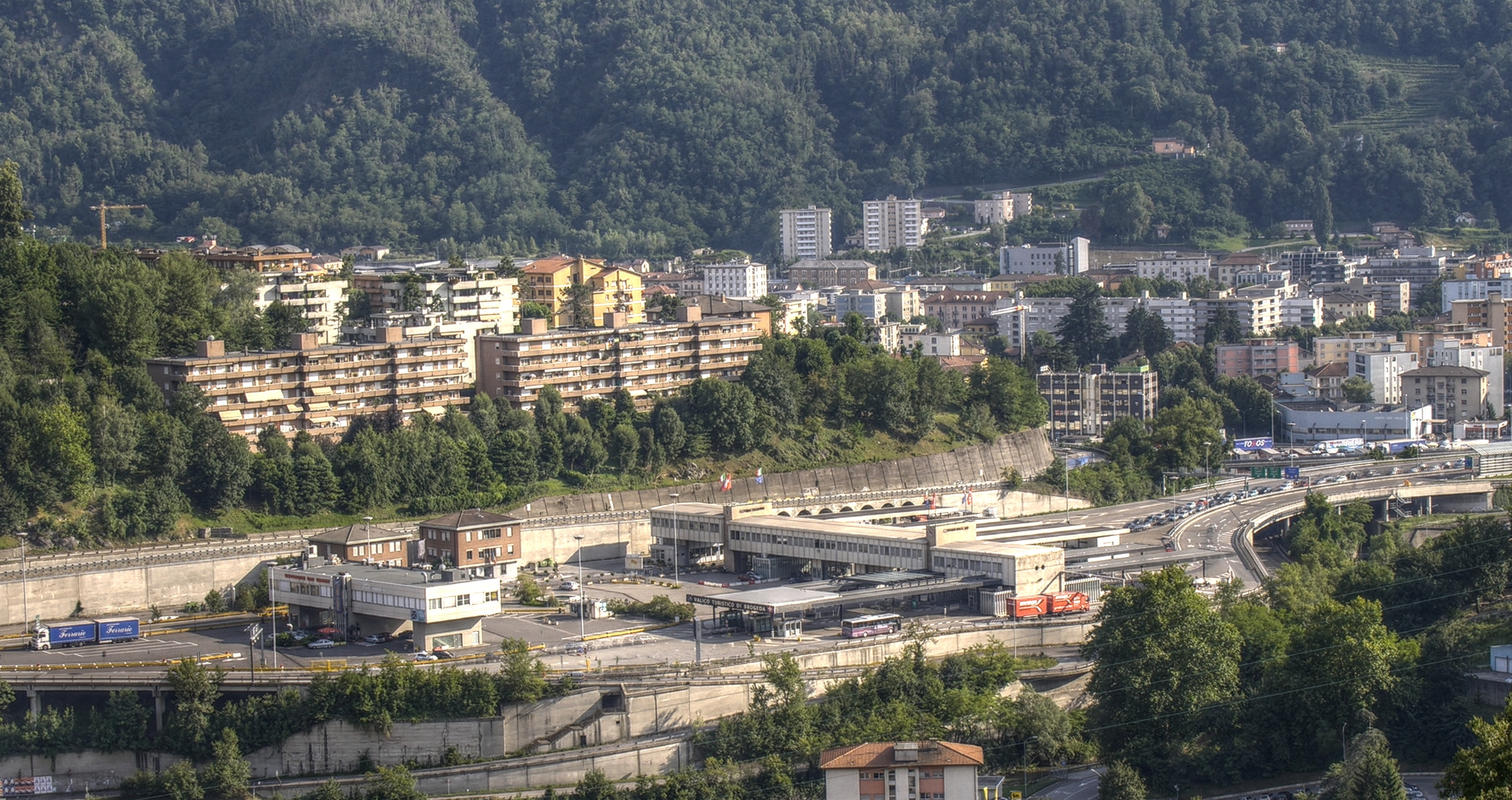
El paso fronterizo de Chiasso.

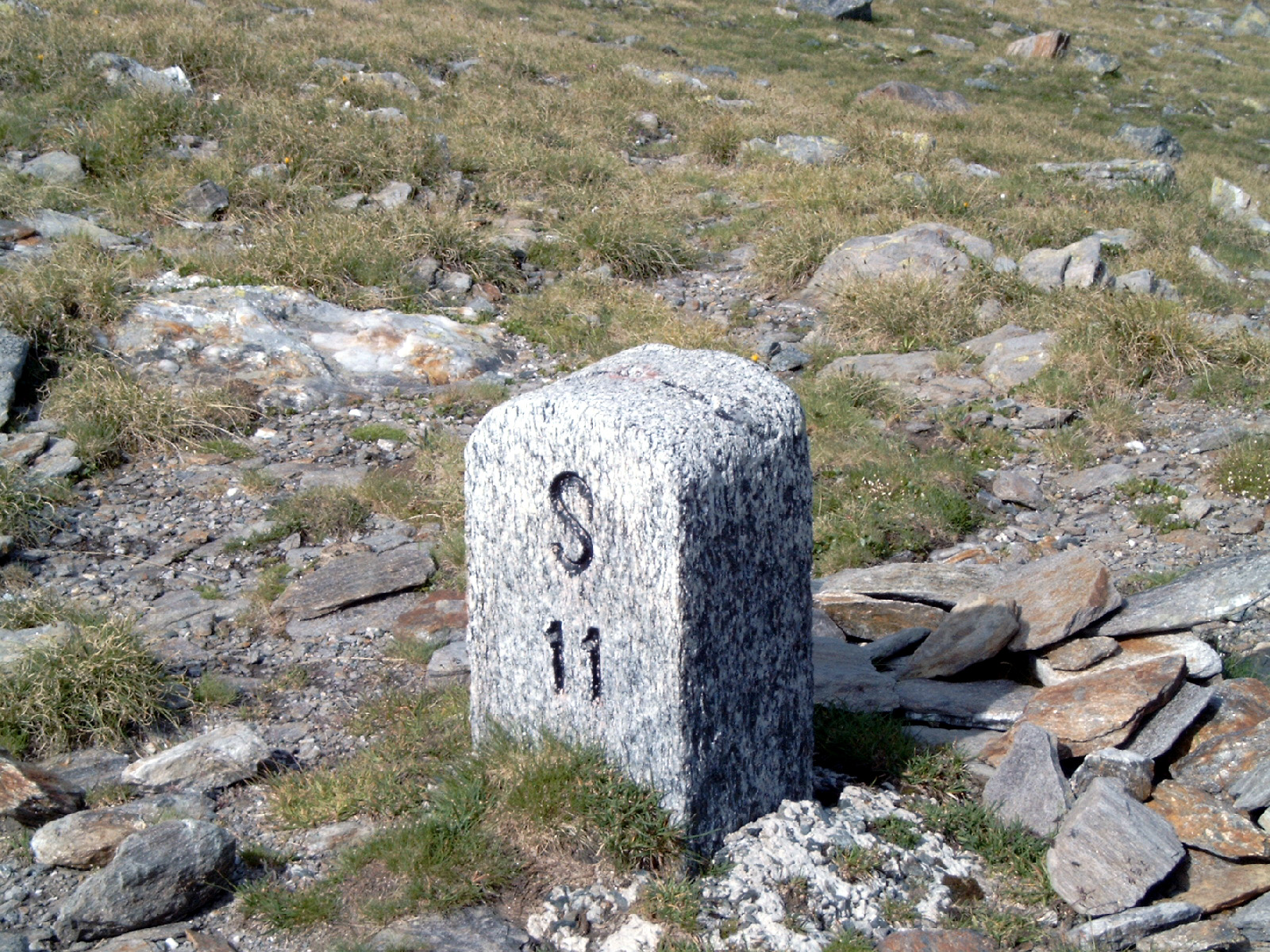
Hito fronterizo en el paso de San Giacomo.

En el extremo occidental, la frontera comienza en el trifinio entre Francia, Italia y Suiza (45° 55" 21' N, 07° 02" 39' E). La frontera entre Francia y Suiza sigue el noroeste, la frontera entre Francia e Italia hacia el sur. La intersección de las tres fronteras se localiza ligeramente al noroeste de la cima de mont Dolent. En el extremo oriental, la frontera comienza el trifinio entre Austria, Italia y Suiza (46° 51" 16' N, 10° 28" 08' E). La frontera entre Austria y Suiza sigue hacia el norte, mientras que la frontera entre Italia y Austria sigue hacia el este. La intersección de las tres fronteras da lugar al Dreiländerpunkt, ligeramente al norte de la cima del Piz Lad, a 2 180 m de altitud.
En cuanto a Campione d'Italia, es una villa italiana situada al margen oriental del lago de Lugano Forma un enclave porque está totalmente rodeado por Suiza. Campione forma parte de la provincia italiana de la Como, en Lombardía, pero está cerrada por el distrito de Lugano, del cantón de Ticino. Tiene una extensión de 2.6 km² y posee una forma aproximadamente rectangular con una longitud aproximada de 7 km.
Definido en 1861 por el tratado entre el Reino de Italia y la Confederación Suiza, la parte terrestre está delimitada por 17 hitos. Al sur, empieza perpendicularmente al lago y corre hacia el este durante unos 500 m, junto a la montaña. Posteriormente, se sitúa al norte durante menos de un kilómetro antes de sumergirse ligeramente hacia la orilla del lago que lo une en el pueblo suizo de Caprino y después de haber evitado el de Pugerna. En el lago de Lugano, la frontera pasa en medio del mismo.

## Historia
La frontera es producto del periodo napoleónico, establecido con la constitución provisional de la República Helvética del 15 de enero de 1798, restaurada en 1815. Dado que esta frontera existe como frontera de Suiza a partir de 1815, solo hasta 1861 cuando se creó el primer estado italiano unificado denominado Reino de Italia, se permitió hablar de la existencia de una "frontera suiza-italiana", pues previamente había sido la frontera entre Suiza y el Reino de Cerdeña, el Reino lombardo-véneto y la provincia de Cisleitania de Austria-Hungría. Hubo algunas disputas territoriales después de la formación del Reino de Italia, resuelto a la Convenzione tra l'Italia e la Svizzera per l'accertamento della frontiera fra la Lombardia ed il Cantone dei Grigioni de 1863.
Otros tratados suizo-italianos sobre el curso de la frontera datan de 1873/4, 1936/7 y 1941. Desde 1946 se ha mantenido sin cambios como la frontera entre la República Italiana y la Confederación Suiza, a excepción de pequeñas correcciones e intercambios de territorio, como la inclusión del lago de Lei en Suiza a la década de 1950.
En 2008 Suiza se convirtió en parte de la zona Schengen, lo que significa que los controles fronterizos fueron eliminados a lo largo de esta frontera a partir del 12 de diciembre de 2008. Sin embargo, mientras los guardias fronterizos de ambos países dejan pasar los viajeros con el único propósito de los controles de pasaportes, todavía pueden llevar a cabo controles de aduanas, puesto que Suiza no pertenece a la unión aduanera de la Unión Europea.

## Inmigración ilegal
El 2016, debido al aumento de la inmigración ilegal de Italia hacia Suiza relacionada con la crisis de los refugiados en Europa, el gobierno suizo estableció controles más estrictos a los trenes fronterizos suizos y desplegó helicópteros y patrullas de drones. El gobierno rechazó los llamamientos a construir una valla a lo largo de la frontera. En abril de 2017 el Ministerio de Asuntos Exteriores italiano llamó al embajador suizo para "conversaciones urgentes" después de que Suiza decidiera cerrar "tres pasos fronterizos menores" durante el horario nocturno.